# Giovanni VIII di Borbone-Vendôme
Giovanni VIII di Borbone-Vendôme (1428 – Lavardin, 6 gennaio 1477) era conte di Vendôme con il nome di Giovanni VIII dal 1446 al 1477.

## Biografia
Era il figlio di Luigi I di Vendôme, e di sua moglie, Jeanne de Laval, signora di Campzillon.
Fedele a Carlo VII, prese parte con il conte di Dunois ai combattimenti contro gli inglesi in Normandia e a Guyenne. Nel 1458 ricevette il re a Vendôme in occasione del processo per tradimento di Giovanni I, conte d'Alençon.
Alla morte di Carlo VII si unì a Luigi XI e combatté per lui nella battaglia di Montlhéry, in seguito si ritirò a Vendôme. Ha fatto molto per la città:
- fece ricostruzione la cappella di Saint-Jacques;
- concesse alla città la porta di San Giorgio, poi la proprietà dei fossati (con l'incarico di custodirli e mantenerli, così come le mura);
- fondò la chiesa Marie-Madeleine nel 1474, che divenne chiesa parrocchiale nel 1487.

## Matrimonio
Sposò, il 9 novembre 1454 ad Angers, Isabelle de Beauvau (1436-1475), signora di Champigny e La Roche-sur-Yon, figlia di Luigi di Beauvau, con la quale ebbe otto figli:
- Giovanna (1455 circa-1486), sposò Louis de Joyeuse (1450-1502);
- Carlotta (1460-1520), sposò Engilberto di Nevers (1462-1506), conte di Nevers;
- Giovanna (1465-1512), sposò in prime nozze Giovanni II di Borbone e in seconde nozze Giovanni III de La Tour d'Auvergne;
- Francesco (1470-1495)[3];
- Luigi (1473-1520)[2];
- Caterina (1474-post 1525), sposò Gilbert de Chabannes (1478-1511);
- Renata (1476-1534), badessa della Trinità di Caen e di Fontevrault;
- Isabella (1476-1531), badessa di Fontevrault e della Trinità di Caen.

Da una relazione con Philippine de Gournay ebbe:
- Giacomo, barone di Ligny (1455-1524), sposò Jeanne de Rubempre, da cui nacque il ramo Borbone-Ligny-Rubempre (Casa di Borbone-Ligny)

Da una relazione con Guyonne Peignée ebbe:
- Luigi, vescovo di Avranches (?-1510)[4]

## Ascendenza
|                                  |                      |                           | Genitori                          |  |  | Nonni |  |  | Bisnonni                       |  |  | Trisnonni          |  |
|                                  |                      |                           |                                   |  |  |       |  |  | Giacomo I di Borbone-La Marche |  |  | Luigi I di Borbone |  |
|                                  |                      |                           |                                   |  |  |       |  |  | Giacomo I di Borbone-La Marche |  |  | Luigi I di Borbone |  |
|                                  |                      | Maria di Avesnes          |                                   |  |  |       |  |  | Giacomo I di Borbone-La Marche |  |  |                    |  |
| Giovanni I di Borbone-La Marche  |                      |                           |                                   |  |  |       |  |  | Giacomo I di Borbone-La Marche |  |  |                    |  |
|                                  |                      | Giovanna di Châtillon     | Ugo di Châtillon                  |  |  |       |  |  |                                |  |  |                    |  |
|                                  |                      | Giovanna di Châtillon     | Ugo di Châtillon                  |  |  |       |  |  |                                |  |  |                    |  |
|                                  |                      | Giovanna di Châtillon     | Giovanna de Dargies et de Catheux |  |  |       |  |  |                                |  |  |                    |  |
| Luigi I di Borbone-Vendôme       |                      | Giovanna di Châtillon     |                                   |  |  |       |  |  |                                |  |  |                    |  |
|                                  |                      | Giovanni VI di Vendôme    | Bouchard VI di Vendôme            |  |  |       |  |  |                                |  |  |                    |  |
|                                  |                      | Giovanni VI di Vendôme    | Bouchard VI di Vendôme            |  |  |       |  |  |                                |  |  |                    |  |
|                                  |                      | Giovanni VI di Vendôme    | Alice di Bretagna                 |  |  |       |  |  |                                |  |  |                    |  |
| Caterina di Vendôme              |                      | Giovanni VI di Vendôme    |                                   |  |  |       |  |  |                                |  |  |                    |  |
|                                  |                      | Joan di Ponthieu          | Giovanni II di Ponthieu           |  |  |       |  |  |                                |  |  |                    |  |
|                                  |                      | Joan di Ponthieu          | Giovanni II di Ponthieu           |  |  |       |  |  |                                |  |  |                    |  |
|                                  |                      | Joan di Ponthieu          | Caterina d'Artois                 |  |  |       |  |  |                                |  |  |                    |  |
| Giovanni VIII di Borbone-Vendôme |                      | Joan di Ponthieu          |                                   |  |  |       |  |  |                                |  |  |                    |  |
|                                  | Raoul IX de Montfort | Raoul VIII de Montfort    |                                   |  |  |       |  |  |                                |  |  |                    |  |
|                                  | Raoul IX de Montfort | Raoul VIII de Montfort    |                                   |  |  |       |  |  |                                |  |  |                    |  |
|                                  | Raoul IX de Montfort | Isabeau de Lohéac         |                                   |  |  |       |  |  |                                |  |  |                    |  |
| Guy XIII de Laval                | Raoul IX de Montfort |                           |                                   |  |  |       |  |  |                                |  |  |                    |  |
|                                  |                      | Jeanne de Kergorlay       | Jean de Kergorlay                 |  |  |       |  |  |                                |  |  |                    |  |
|                                  |                      | Jeanne de Kergorlay       | Jean de Kergorlay                 |  |  |       |  |  |                                |  |  |                    |  |
|                                  |                      | Jeanne de Kergorlay       | Marie de Léon                     |  |  |       |  |  |                                |  |  |                    |  |
| Jeanne de Laval                  |                      | Jeanne de Kergorlay       |                                   |  |  |       |  |  |                                |  |  |                    |  |
|                                  |                      | Guy XII de Laval          | Guy X de Laval                    |  |  |       |  |  |                                |  |  |                    |  |
|                                  |                      | Guy XII de Laval          | Guy X de Laval                    |  |  |       |  |  |                                |  |  |                    |  |
|                                  |                      | Guy XII de Laval          | Beatrice di Bretagna              |  |  |       |  |  |                                |  |  |                    |  |
| Anne de Laval                    |                      | Guy XII de Laval          |                                   |  |  |       |  |  |                                |  |  |                    |  |
|                                  |                      | Jeanne de Laval-Tinténiac | Jean de Laval-Châtillon           |  |  |       |  |  |                                |  |  |                    |  |
|                                  |                      | Jeanne de Laval-Tinténiac | Jean de Laval-Châtillon           |  |  |       |  |  |                                |  |  |                    |  |
|                                  |                      | Jeanne de Laval-Tinténiac | Isabeau de Tinténiac              |  |  |       |  |  |                                |  |  |                    |  |
|                                  |                      | Jeanne de Laval-Tinténiac |                                   |  |  |       |  |  |                                |  |  |                    |  |